# Oroscopa delicata
Oroscopa delicata är en fjärilsart som beskrevs av William Schaus 1911. Oroscopa delicata ingår i släktet Oroscopa och familjen nattflyn. Inga underarter finns listade i Catalogue of Life.